# PlayCable

Ehemaliges Logo von PlayCable

PlayCable bzw. PlayCable: The All Game Channel war ein früher Onlinedienst für die Spielkonsole Intellivision. Er stand ausschließlich in den USA zur Verfügung und wurde zusammen mit lokalen Kabelsendern betrieben. Für diesen Dienst arbeitete Mattel mit General Instrument zusammen.

## Geschichte

### Entwicklung
Nach einer Testphase ab 1979 in den Städten Moline, Jackson und Boise ging der Dienst 1981 landesweit online und wurde von da an massiv beworben. Als Werbefigur diente der Baseballspieler Mickey Mantle.

### Abschaltung
Obwohl, oder gerade weil der Service seiner Zeit voraus war, ist ihm kein großer Erfolg vergönnt gewesen. Atari bot für sein Atari 2600 einen ähnlichen Dienst mit dem Namen GameLine an. Ein weiterer Punkt, der zum Scheitern führte, waren die allgemeinen technischen Limitierungen wie der geringe interne Speicher von 4 KB und der Umstand, dass die Spiele nicht gespeichert werden konnten. Zuletzt lag dies wohl auch an den verhältnismäßig hohen Kosten für den Nutzer.
Im Rahmen des Video Game Crash, wovon auch Mattel betroffen war, wurde PlayCable 1983 eingestellt.

## Technik
Um den Dienst nutzen zu können, wurde eine sog. PlayCable Adapter benötigt. Dieser wurde wie alle Erweiterungen für das Intellivision an dem seitlichen Expansionsport angeschlossen. Der Port wurde durchgeschliffen, so konnte noch anderes Zubehör wie das Intellivoice weiter genutzt werden. Er war an das Design der Konsole angepasst. Der Download eines Spiels dauerte etwa 10 Sekunden. Die Adapter wurden von den Kabelsendern den Kunden ausgegeben und wurden nach Ende des Angebots 1983 wieder eingefordert. Somit ist er heute ein seltenes aber auch funktionsloses Sammlerstück.

## Spiele
Monatlich gab es 20 verschiedene Spiele zur Auswahl. Durch den geringen Speicher (s. o.) konnten komplexere Titel nicht zur Verfügung gestellt werden.